# Edith Hoffmann (Kunsthistorikerin, 1888)
Edith Hoffmann (geboren 7. Dezember 1888 in Kronstadt, Österreich-Ungarn; gestorben 6. April 1945 in Budapest) war eine ungarische Kunsthistorikerin und Kustodin des Szépművészeti Múzeums.

## Leben
Edith Hoffmann wurde in Siebenbürgen geboren. Ihr Vater Frigyes Hoffmann (1853–1938) war in Budapest Lehrer am Eötvös Collegium. Ihre Schwester Maria Hoffmann (1884–1949) wurde Bibliothekarin und Literaturhistorikerin und heiratete den Schriftsteller Tivadar Rédey, den Hoffmann 1928 in einem ihrer Silhouettenbilder malte. Sie selbst heiratete den Juristen Sándor Bernhardt, die Ehe wurde nach kurzer Zeit geschieden. 
Hoffmann studierte Philologie an der Universität Budapest unter anderem bei Gyula Pasteiner und wurde 1910 promoviert. Ab 1913 arbeitete sie als wissenschaftliche Museumsmitarbeiterin am Szépművészeti Múzeum und begann in der grafischen Abteilung. 1921 wurde sie Abteilungsleiterin im Museum und 1936 Direktorin unter dem Generaldirektor Dénes Csánky. Hoffmann veröffentlichte 1923 eine Monografie über Miklós Barabás und schrieb danach eine Vielzahl von Museumsführern, kunsthistorischen  Büchern und Zeitschriftenbeiträgen. Sie gehörte der Ungarischen Bibliophilengesellschaft (Magyar Bibliophil Társaság) an. 

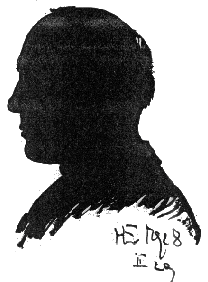
Porträt ihres Schwagers Tivadar Rédey, 29. Februar 1928

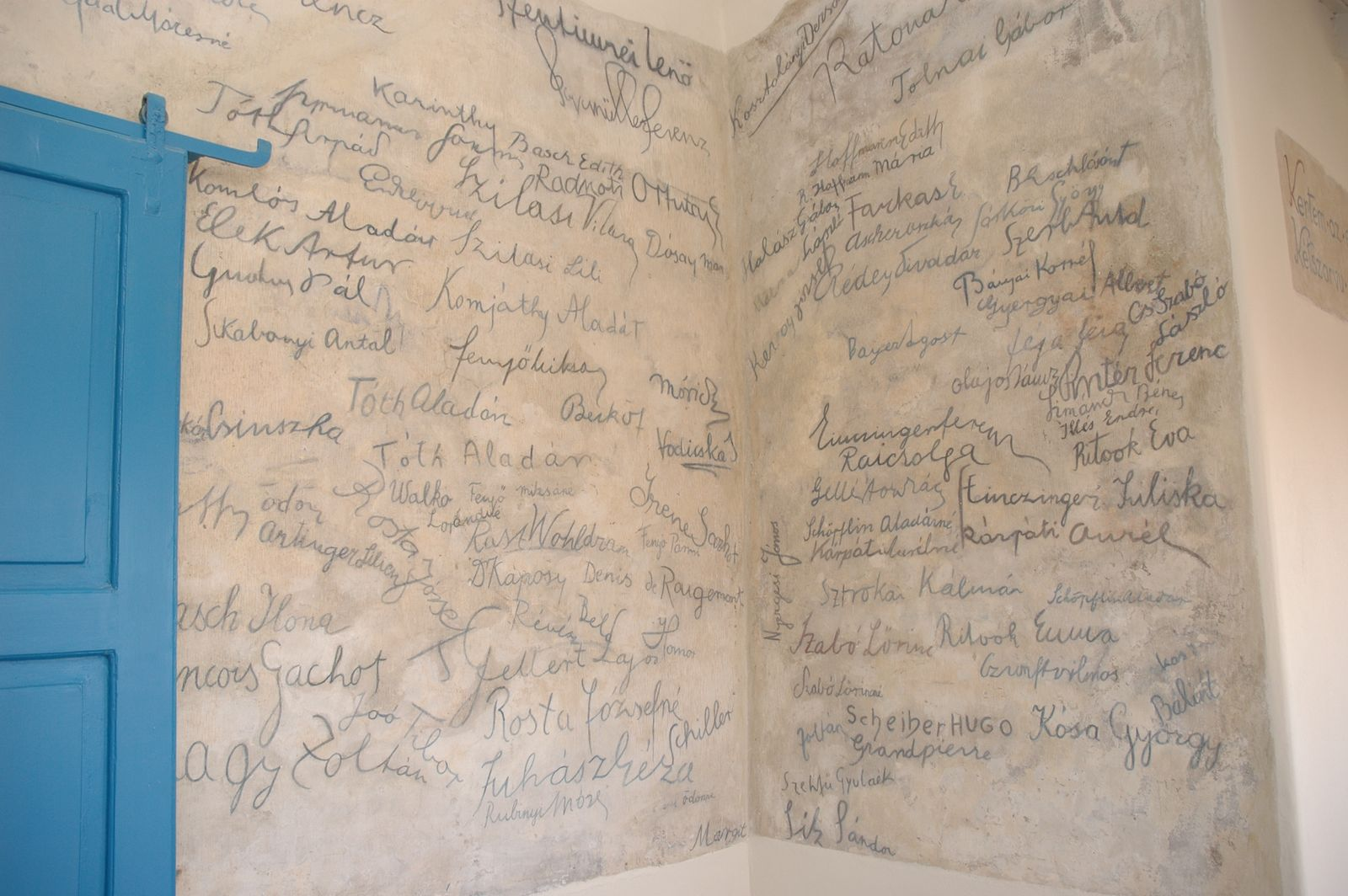
In Esztergom bei Mihály Babits findet sich ihr Autogramm auf diesem Foto bei Ein Uhr

Gemeinsam mit Schwester und Schwager lebte sie in den 1920er und 1930er Jahren in der Welt der Budapester Literaten und Künstler. Hoffmann verunglückte bei Kriegsende 1945 auf dem Weg zu ihrer Arbeitsstätte bei einem Verkehrsunfall.

## Schriften (Auswahl)
- Barabás Miklós. Pantheon, Budapest 1923 (Digitalisat; PDF) Neuausgabe 1950.
- Der künstlerische Schmuck der Corvin-Codices. 1925  (Digitalisat eines Sonderdrucks; PDF).
- Középkori könyvkultúránk néhány fontos emlékéről. Budapest, 1925
- A Nemzeti Múzeum Széchényi Könyvtárának illusztrált kéziratai. Budapest : M. Nemz. Múzeum Orsz. Széchényi Könyvtára, 1928
- Dürer-Literatur in Ungarn, 1800–1928. Budapest : Kgl. Ungarische Universitäts-druckerei, 1928
- Alexius Petrovics (Text), Bruno Reiffenstein (Fotos): Budapest in Bildern. Übersetzung Edith Hoffmann. Wien, Epstein, 1928
- Osvát Ernő sziluettrajza, in: Nyugat, 1930, Heft 1
- Régi magyar bibliofilek. Budapest : Magyar Bibliophil Tarsasag, 1929
- Kunstgewerbliche und einige andere Zeichnungen in Museum der Bildenden Künste.  Budapest, 1935
- Magyar festészet a XIX. sz.-ban. Budapest, 1936
- Jegyzetek a régi magyar táblaképfestészethez. Budapest : Franklin Ny., 1937 (alte ungarische Tafelmalerei)
- Pozsony a középkorban. Budapest, 1938
- Erdélyi művészek stílusalakító törekvései, in: Nyugat, 1940, Heft 11
- Mátyás király könyvtára. Budapest, 1940
- Szinyei Merse Pál. Budapest : Szépművészeti Múzeum, 1943
- Művészfejek. Budapest : Révai, 1945